# Karel Nejedlý (malíř)
Karel Nejedlý (8. července 1873 Praha – 29. listopadu 1927 Praha-Královské Vinohrady) byl český malíř, ilustrátor, grafik a pedagog.

## Život
Narodil se v Praze v rodině stavebního inženýra Gustava Nejedlého. V letech 1888–1894 studoval na pražské malířské Akademii. Zprvu jeden školní rok 1888/89 u prof. Julia Mařáka. Následně zřejmě pokračoval u prof. Františka Sequense a absolvoval v r. 1894 u prof. Maxmiliána Pirnera.
Vzpomínky na život pražské bohemy v okruhu restaurace "Monako", kterého se účastnil jako student i K. Nejedlý (přezdívka Kadlouštínek), sepsal Karel Rélink v knize Pražská bohema (první vydání 1928). Otakar Nejedlý ve svých "Malířových toulkách" vzpomíná na svého jmenovce a kumpána z bouřlivých let svého mládí: "... byl vlastně typem toho, čemu se říká bohém. V ničem nebylo u něho trošky pravidelnosti, ani v práci, ani v odpočinku." 
V roce 1899 se Karel Nejedlý oženil s Antonií Štulovou, v civilním životě byl učitelem kreslení na C. k. reálce v Praze. V roce 1904 dle vzpomínek O. Nejedlého pobýval v Kameničkách a maloval společně s Antonínem Slavíčkem. Čas (15. 6. 1908) informuje o tom, že akad. malíř Karel Nejedlý si zlomil kotník ve Stromovce a byl převezen do jeho bytu v Holešovicích, Šimáčkova ulice. Převážnou část svého života však žil a tvořil v Praze na Královských Vinohradech. Čas (29. 7. 1920) uvádí malíře Karla Nejedlého jako jednoho ze zakladatelů akciové společnosti Československý film.
V letech 1900–1905 byl členem Spolku výtvarných umělců Mánes.
Zemřel roku 1927 v Praze. Pohřben byl na Olšanských hřbitovech. V dubnu r. 1930 mu uspořádala Krasoumná Jednota posmrtnou výstavu ve výstavní síni v Pštrossově ulici č. 12.

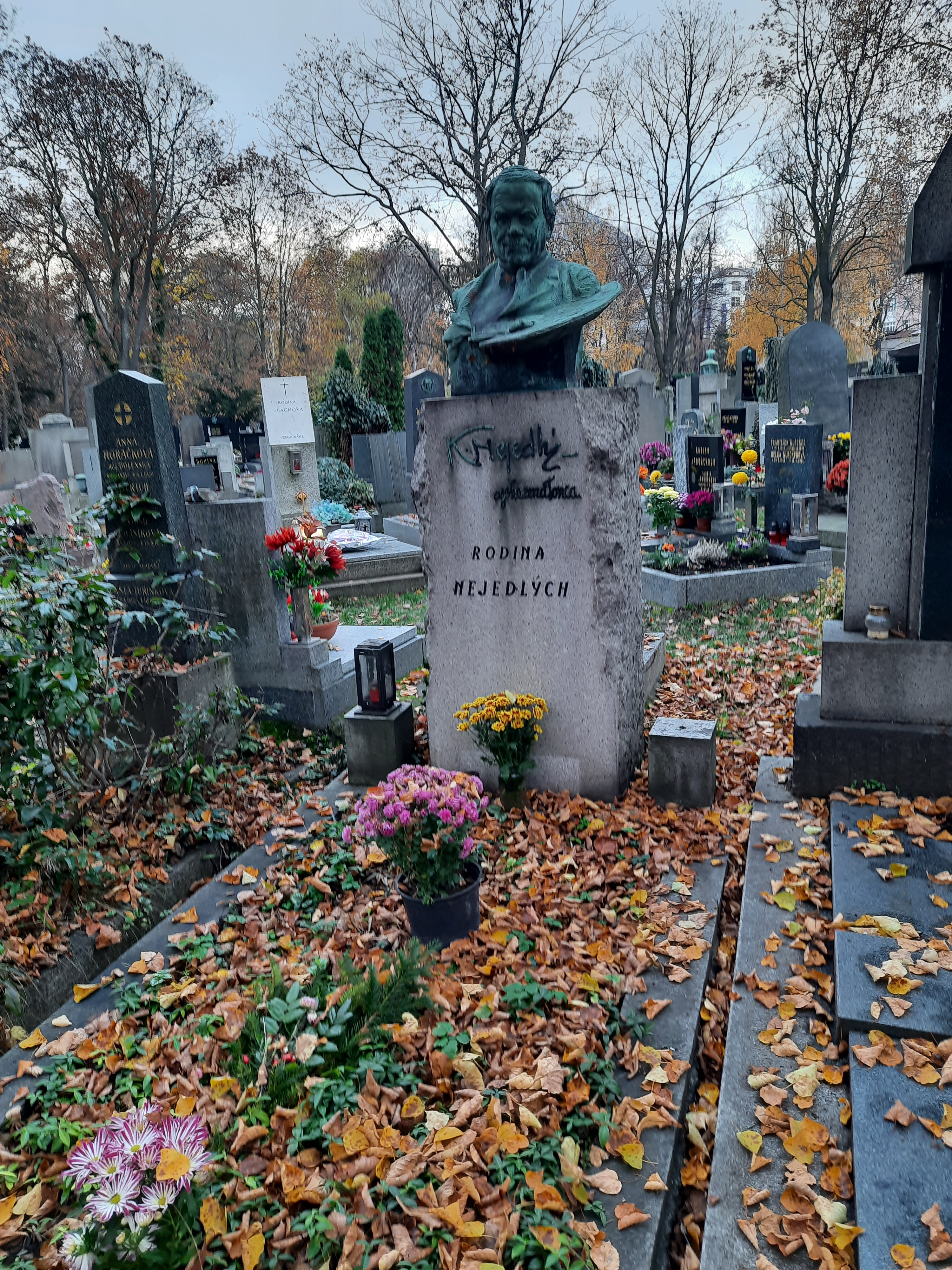
Hrobka rodiny na Olšanských hřbitovech

## Dílo
Často zajížděl k Sázavě, do Orlických hor, na moravské Slovácko, Slovensko a na Šumavu do okolí Boubína, kde čerpal inspiraci pro svá krajinářská díla. Na jeho malířskou tvorbu roční studium u J. Mařáka nemělo však výraznější vliv. Není senzualistou pracujícím s jemnými valéry a měkkými akordy barev. Dle O. Nejedlého jeho jmenovec za života příliš neposílal obrazy na výstavy, preferoval jejich rychlý prodej a z důvodu lepší prodejnosti "s oblibou krajinářský námět proměnil v žánrový obrázek." Část jeho obrazů figurálních i krajinářských je silně stylizovaná (vliv secese a symbolismu), někdy však až pitoreskního vyznění. Je autorem podobizny svého jmenovce a kamaráda Otakara Nejedlého.
Roku 1905 vytvořil oponu pro ochotnický spolek z Rybné v Orlických Horách, což bylo patrně jeho největší dílo. V roce 1913 byl společně s Josefem Ullmannem autorem opony pro ochotnický spolek Tyl v Kamenném Přívozu.
Pro vydavatelství Pavla Körbera ilustroval celou řadu knih a vytvořil velké množství pohlednic v mnoha žánrech. Byl hodnocen spolu s M. Kvěchovou jako průkopník typické české pohlednice v počátku 20. století.
Podílel se na ilustracích v časopise Květy a v humoristických časopisech Švanda dudák a Smích republiky. V knižních ilustracích a kresbách pro časopisy vychází podobně jako další autoři jeho generace (např. Viktor Oliva a Karel Rélink) z Maroldova verismu.
Zlatá Praha a Besedy lidu reprodukovaly řadu jeho obrazů, např. Tkadlec, V řece, Letní den, Večer na Třeboňsku, Šipkapas v Šáreckém údolí, Labe u Neratovic, Silnice u Německé Rybné, Prosečnice u Krhanic N. S., Strž - motiv z Posázaví, Krajina u Jílového a Pohled na Bednárce u Žirovnice. Zajímavostí je, že časopis Besedy lidu 9. května 1914 publikoval Nejedlého rozměrný obraz Orání v Orlických horách, který se později na trhu s uměním (v roce 2006) objevil jako dílo Otakara Lebedy Těžké živobytí (90 × 90 cm).

## Galerie

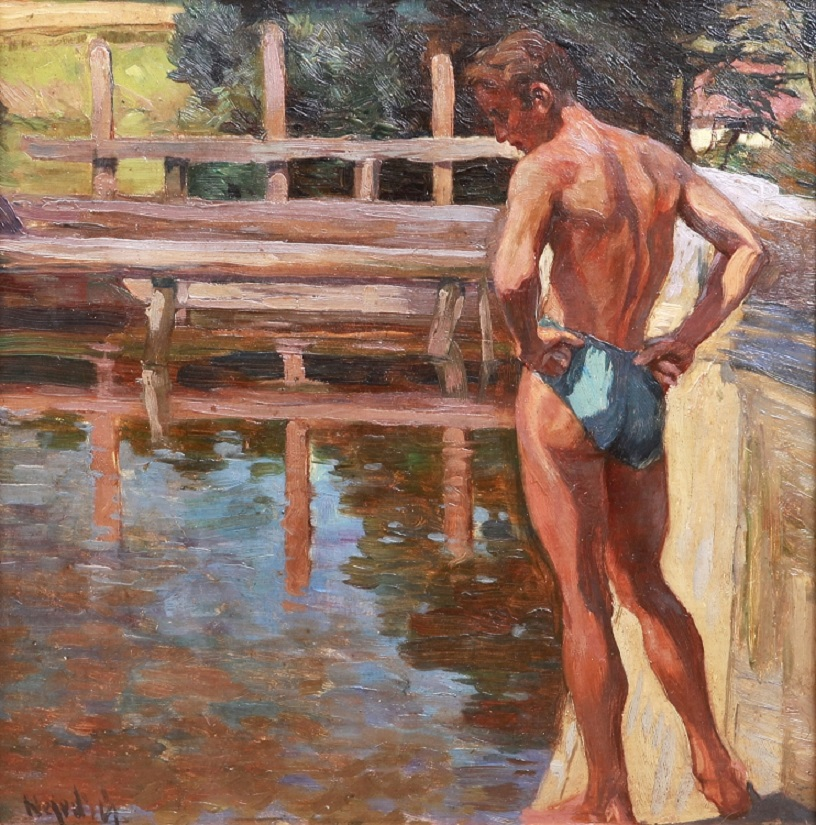
Karel Nejedlý Chlapec na hrázi
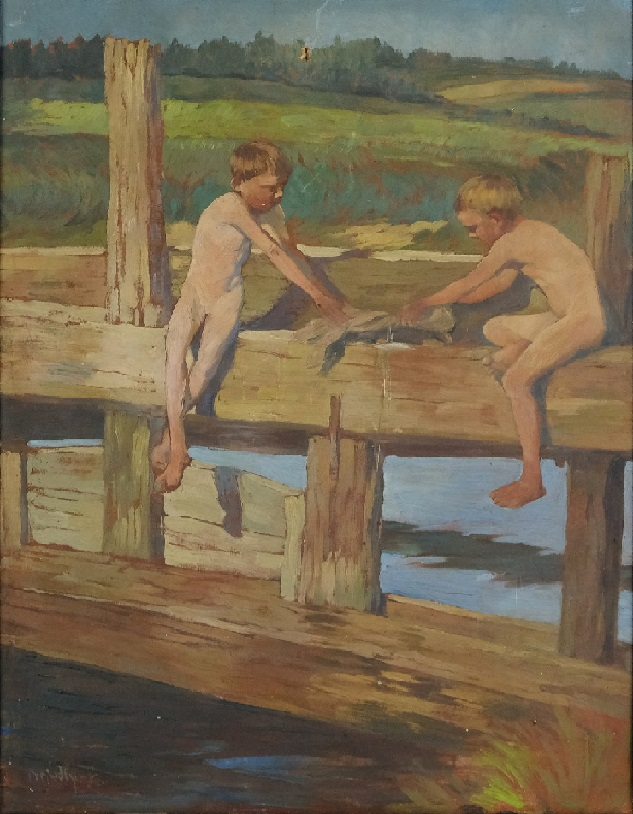
Karel Nejedlý Koupání
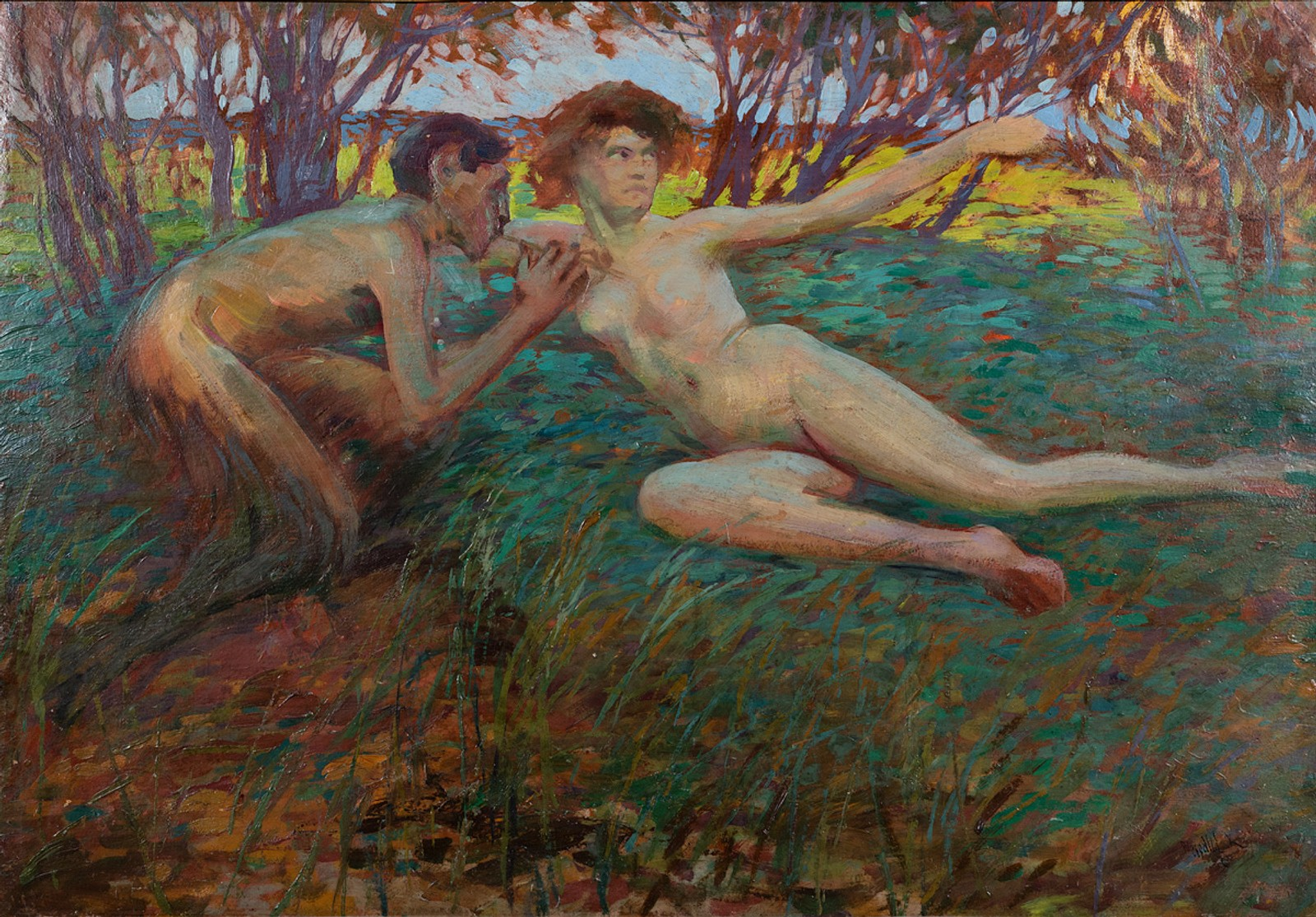
Karel Nejedlý Faun svádějící dívku
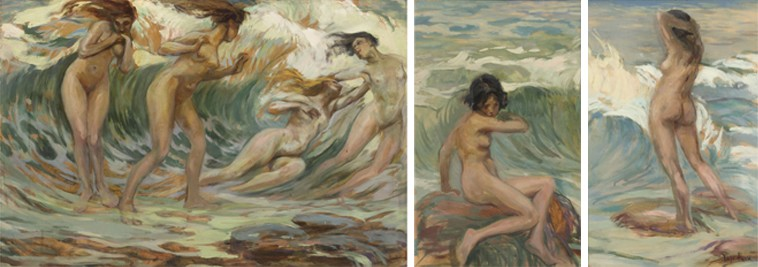
Karel Nejedlý Najády (kol. 1910)
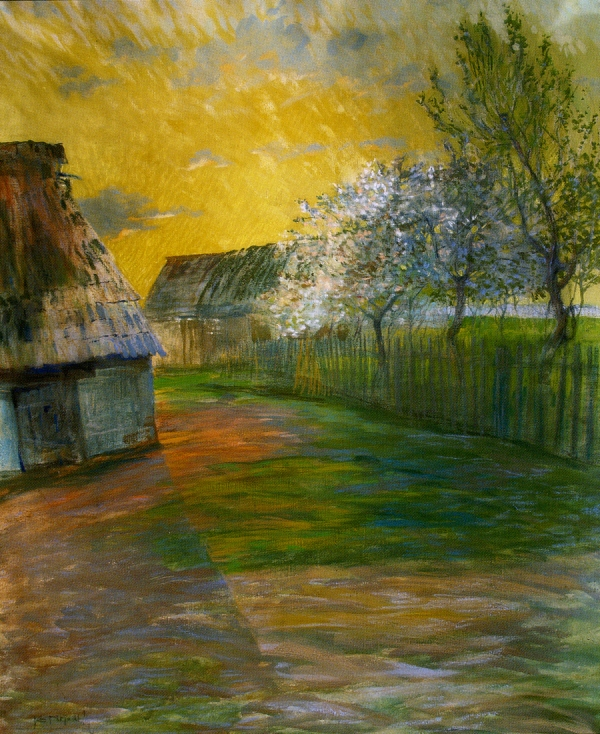
Karel Nejedlý Z Kameniček (1904)
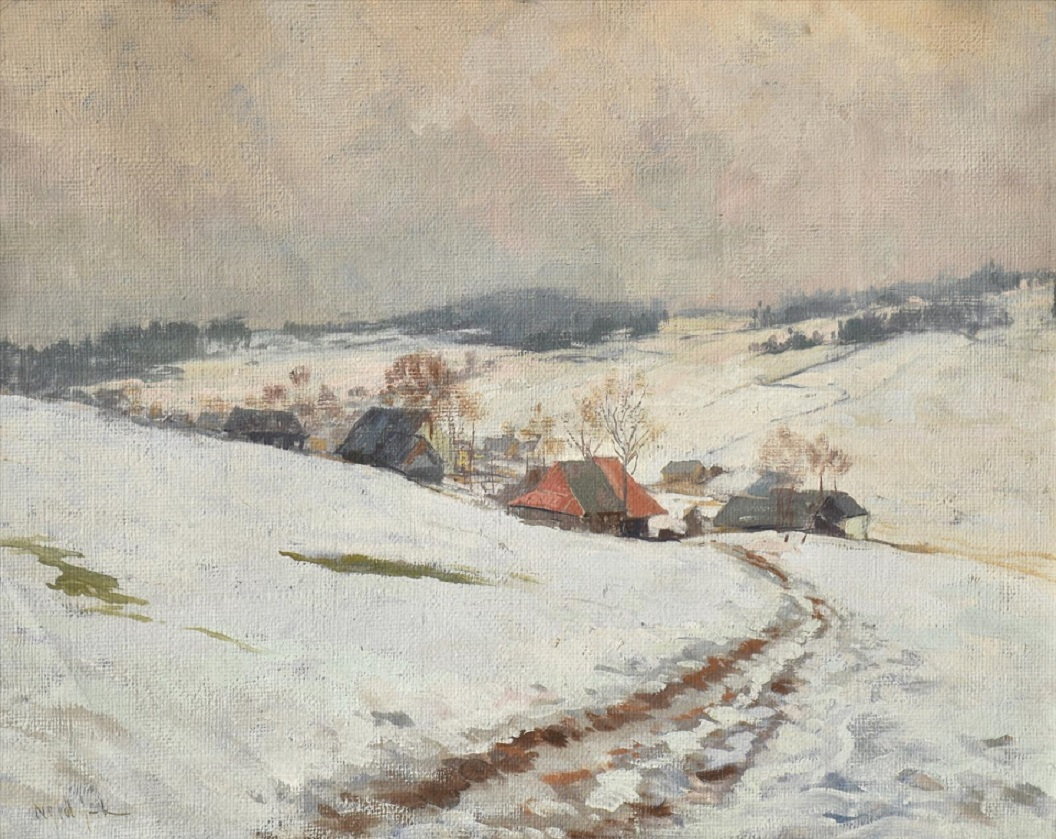
Karel Nejedlý Cesta do vsi
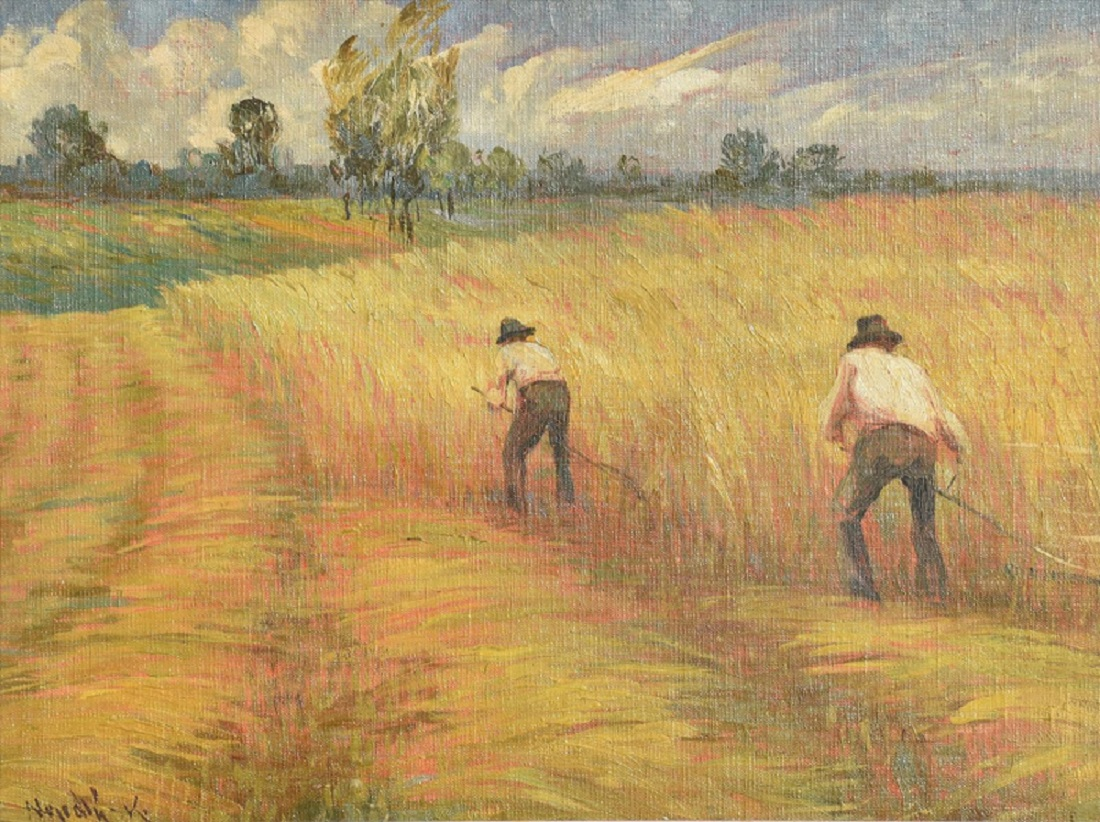
Karel Nejedlý Sekáči
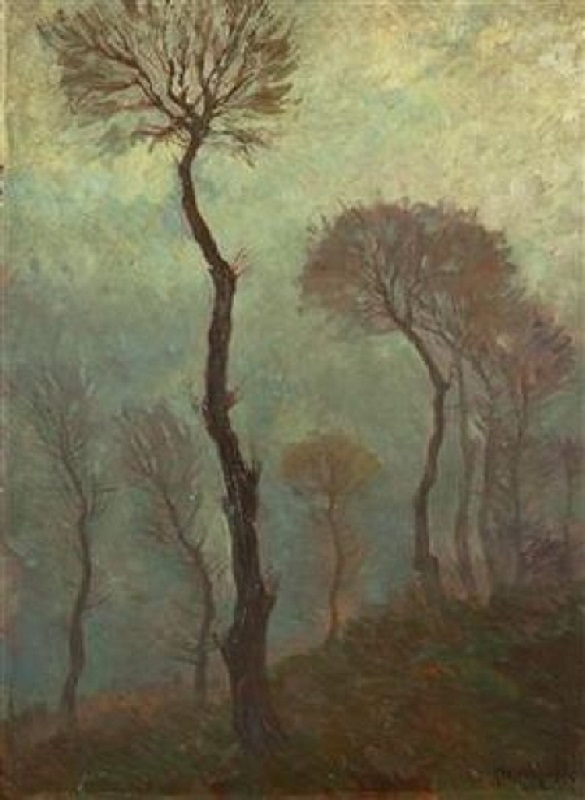
Karel Nejedlý Stromy v mlžném soumraku
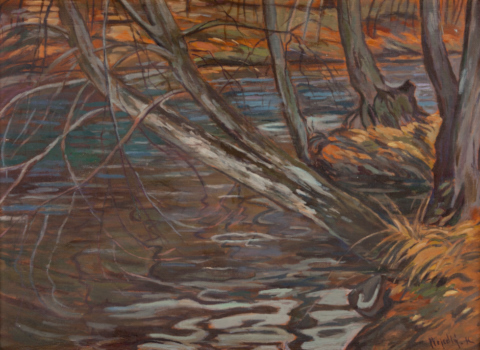
Karel Nejedlý Imprese (1908)
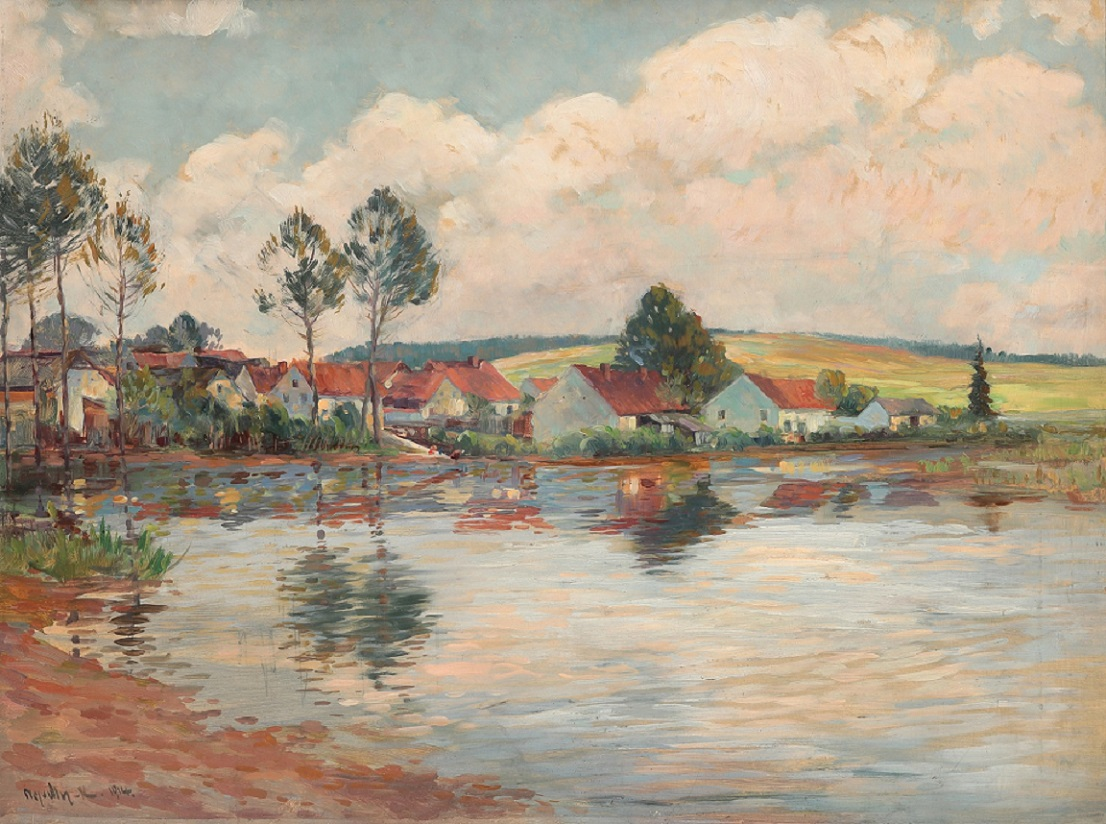
Karel Nejedlý Žirovnice (1914)
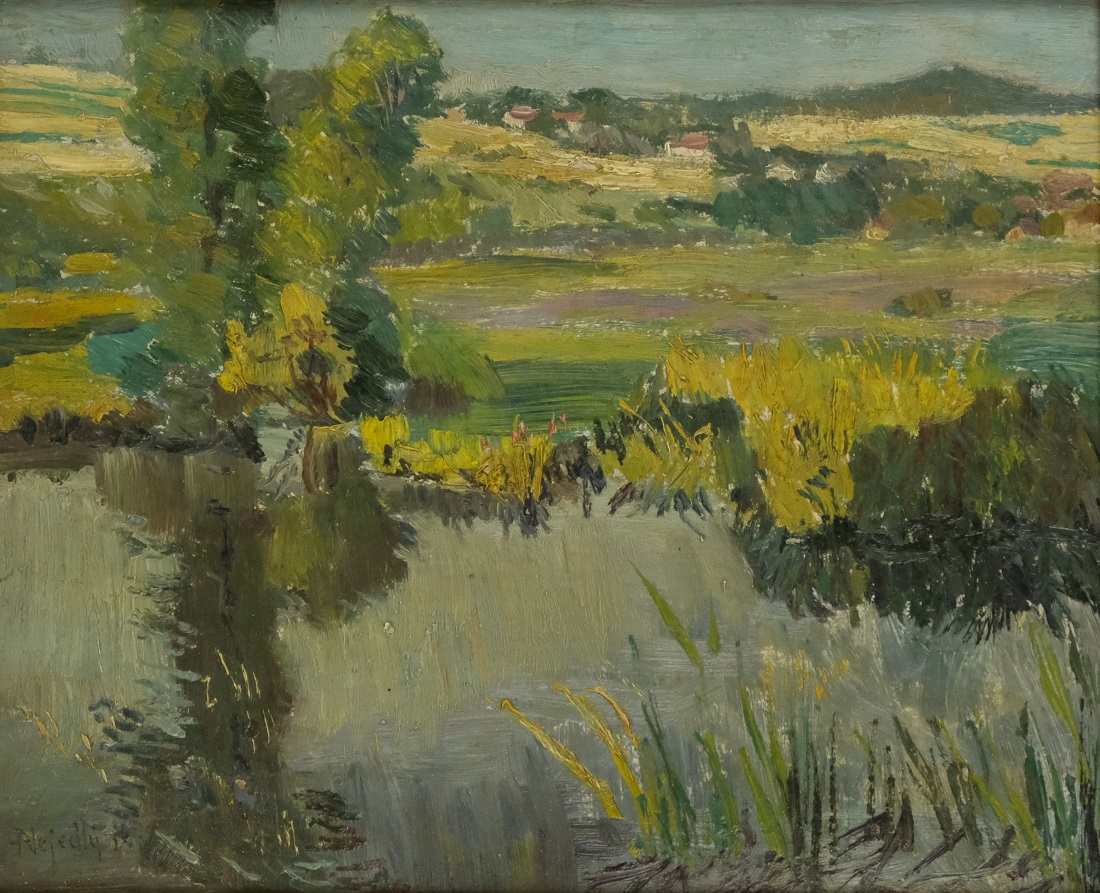
Karel Nejedlý Rybník za vsí (1917)
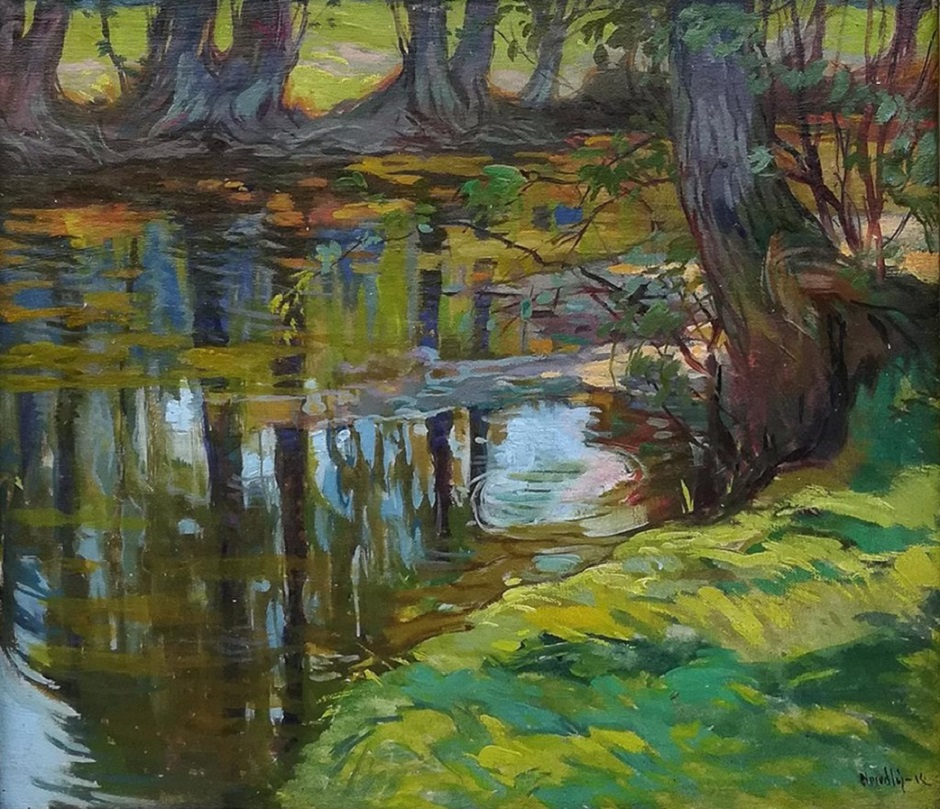
Karel Nejedlý Lesní tůň
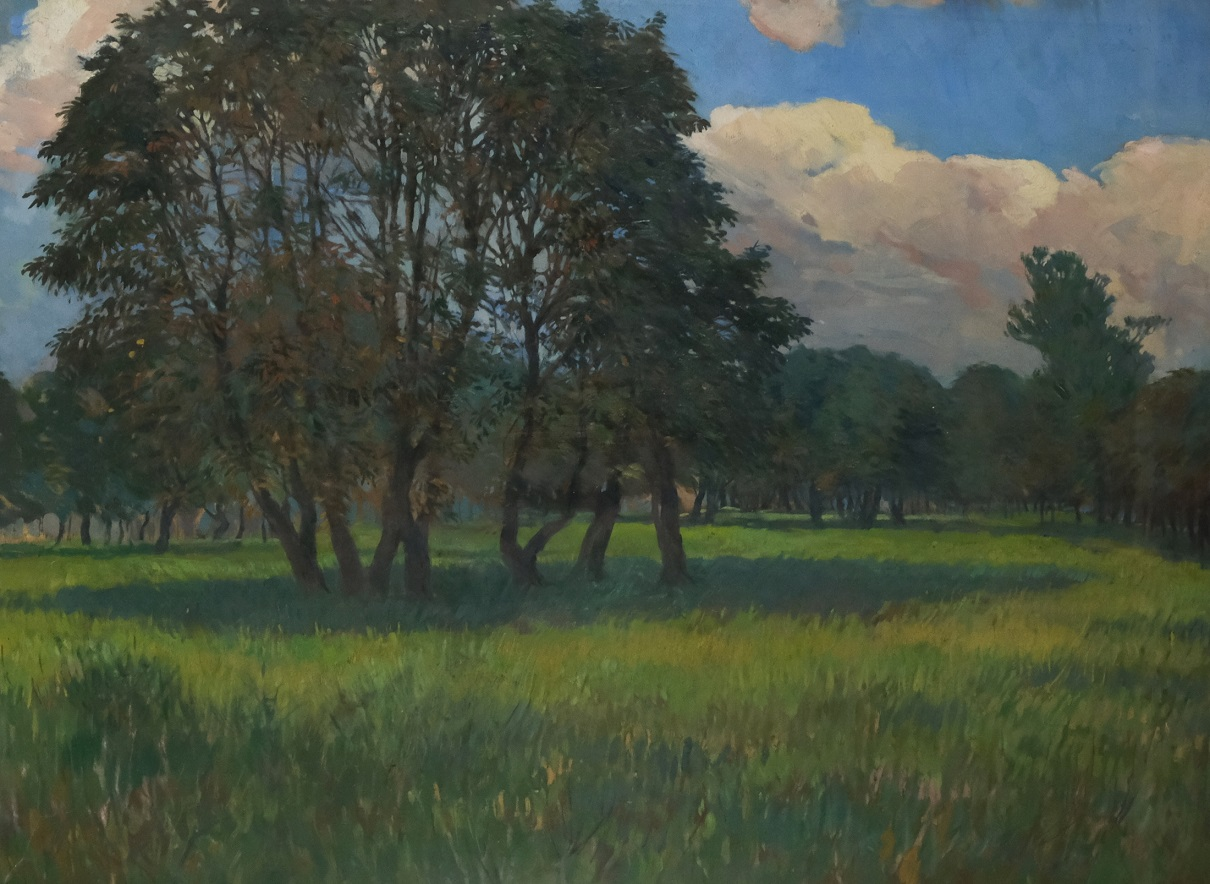
Karel Nejedlý Lesopark
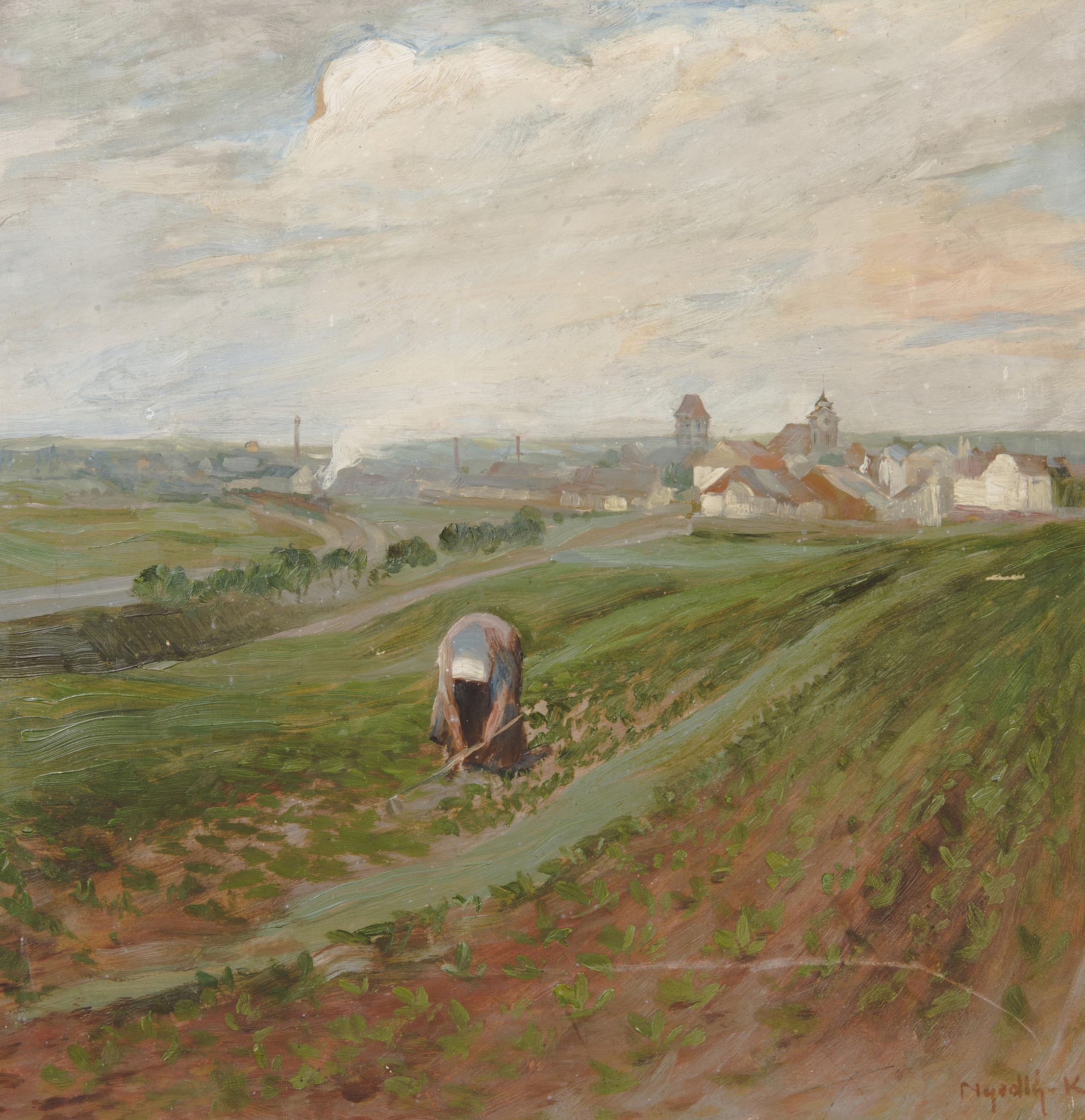
Karel Nejedlý Pohled na Český Brod
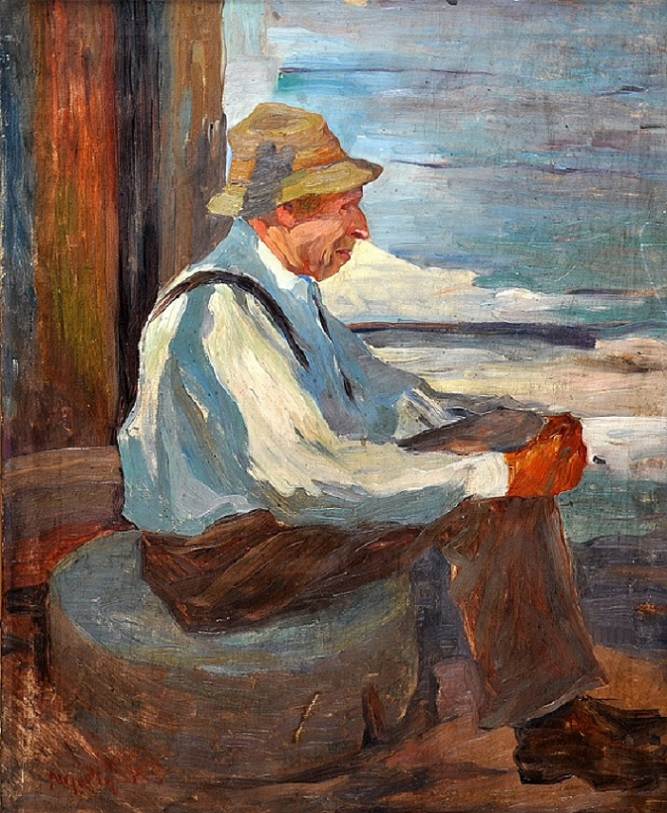
Karel Nejedlý Sedlák
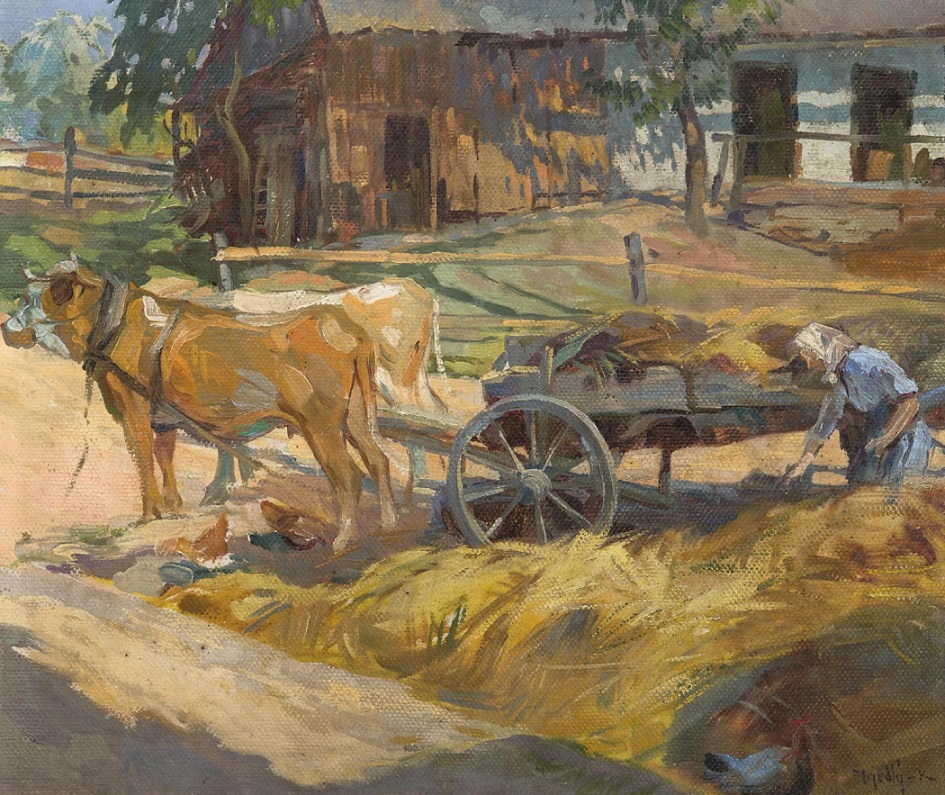
Karel Nejedlý U statku
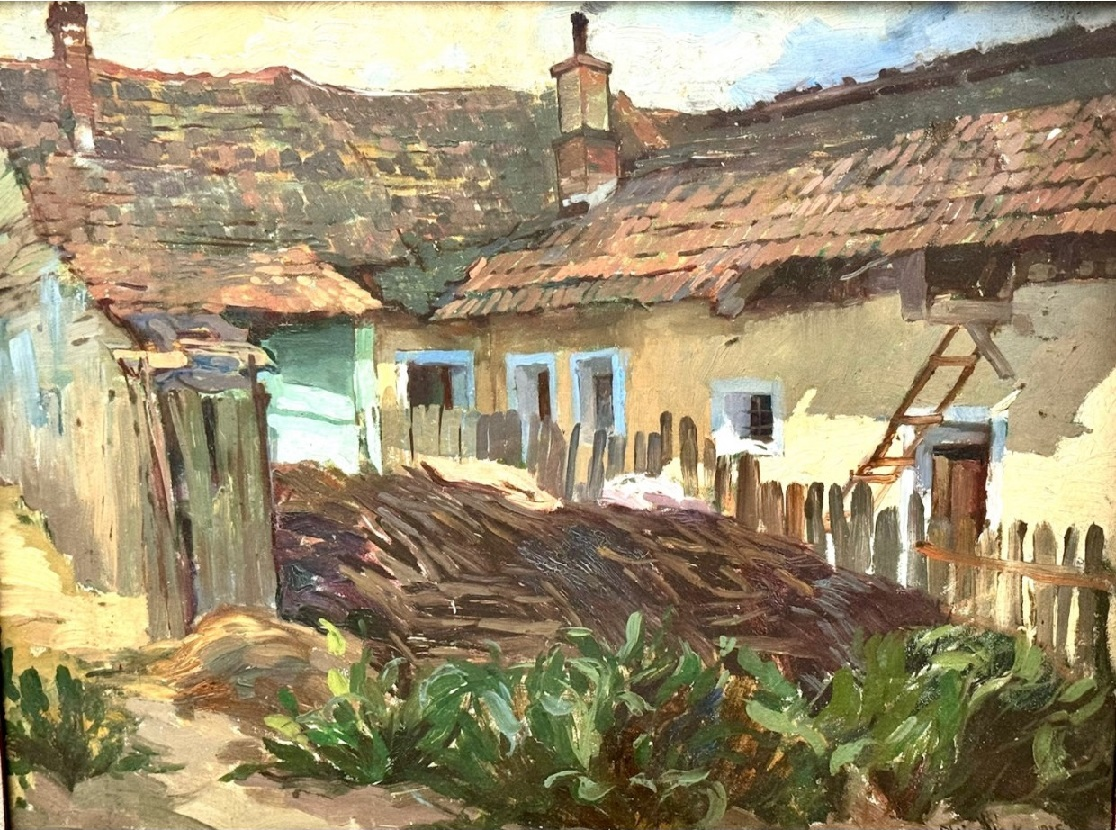
Karel Nejedlý Dvorek (1925)
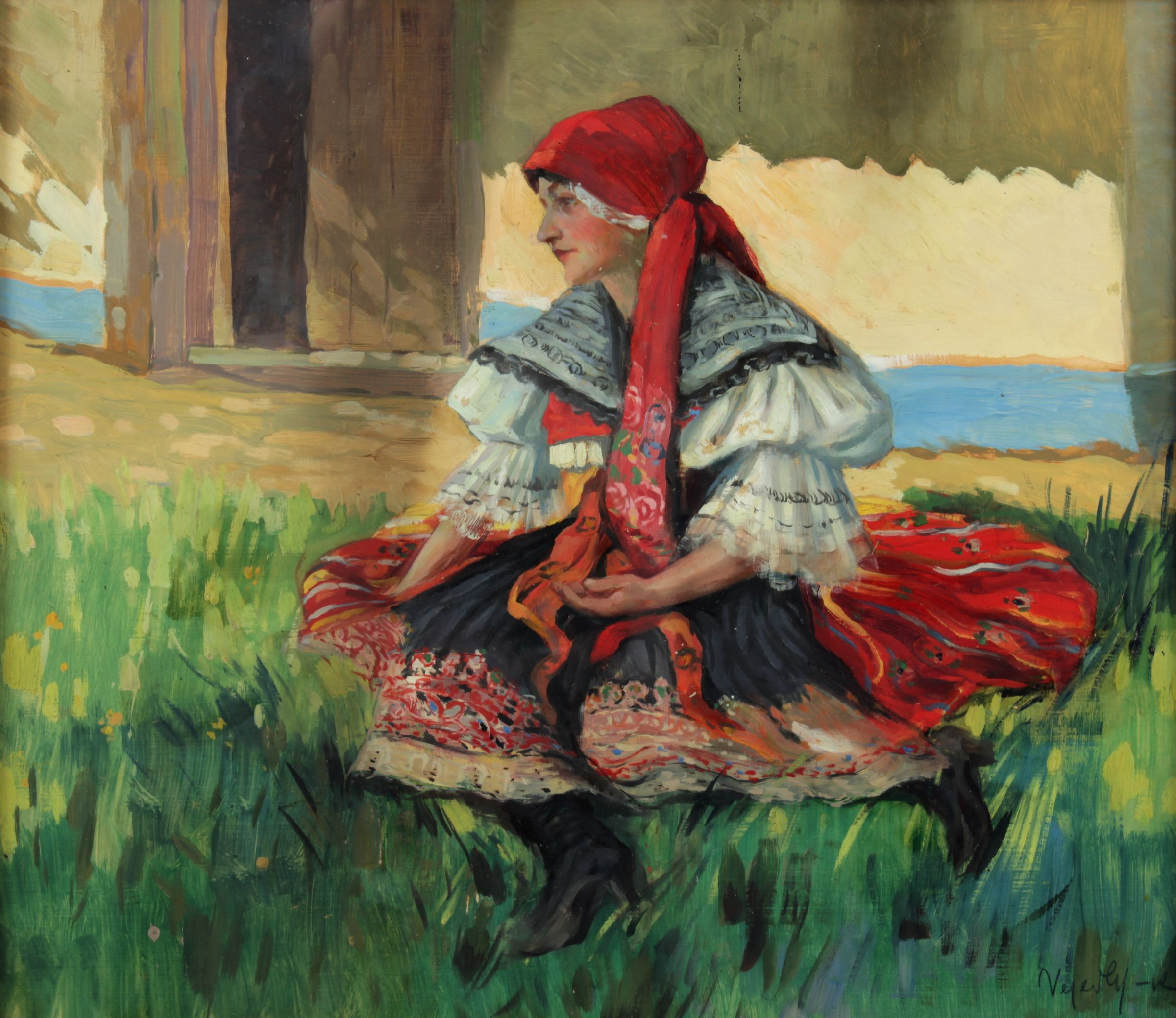
Karel Nejedlý Sedící krojovaná dívka
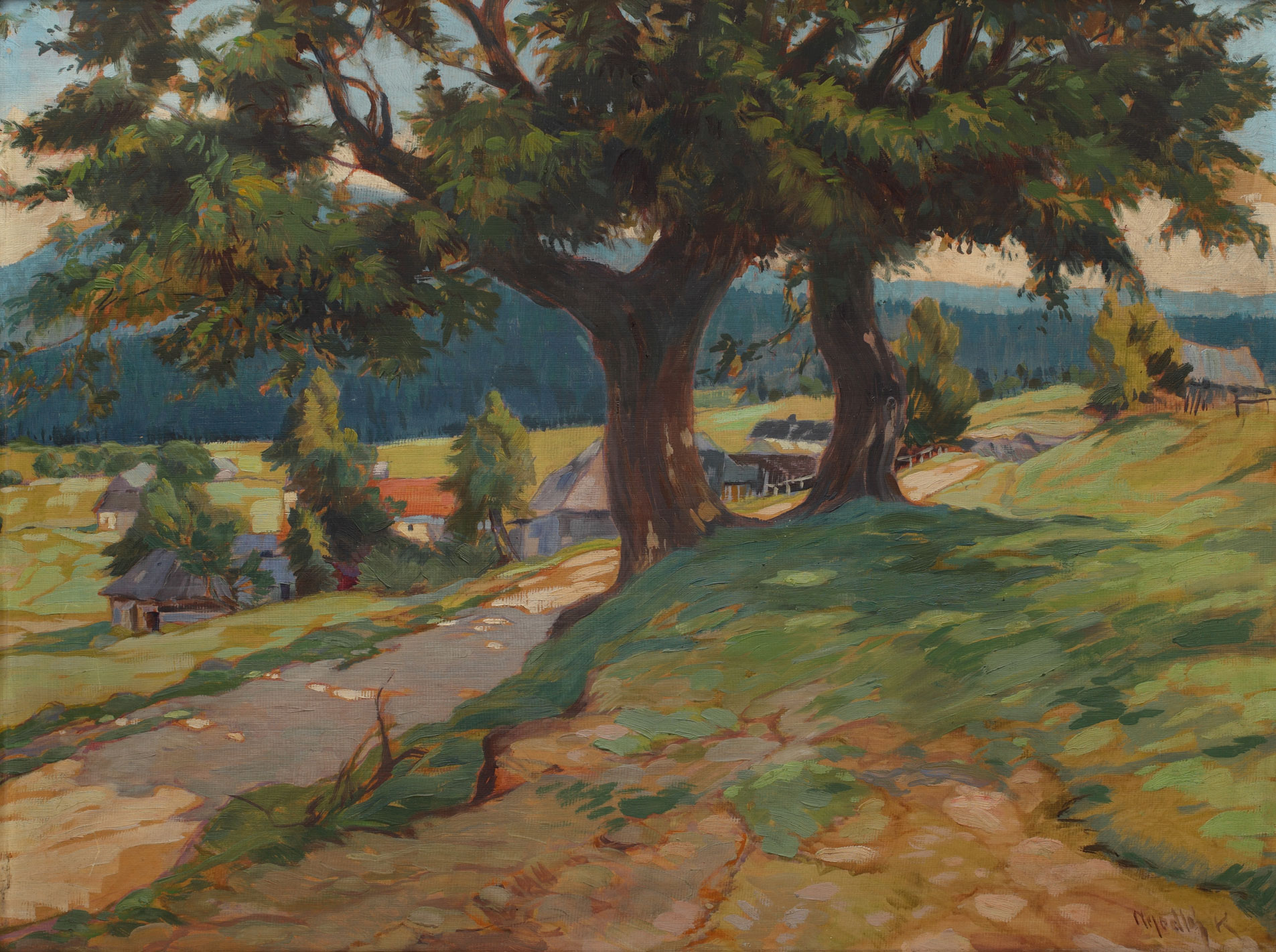
Karel Nejedlý Z Lipky na Šumavě
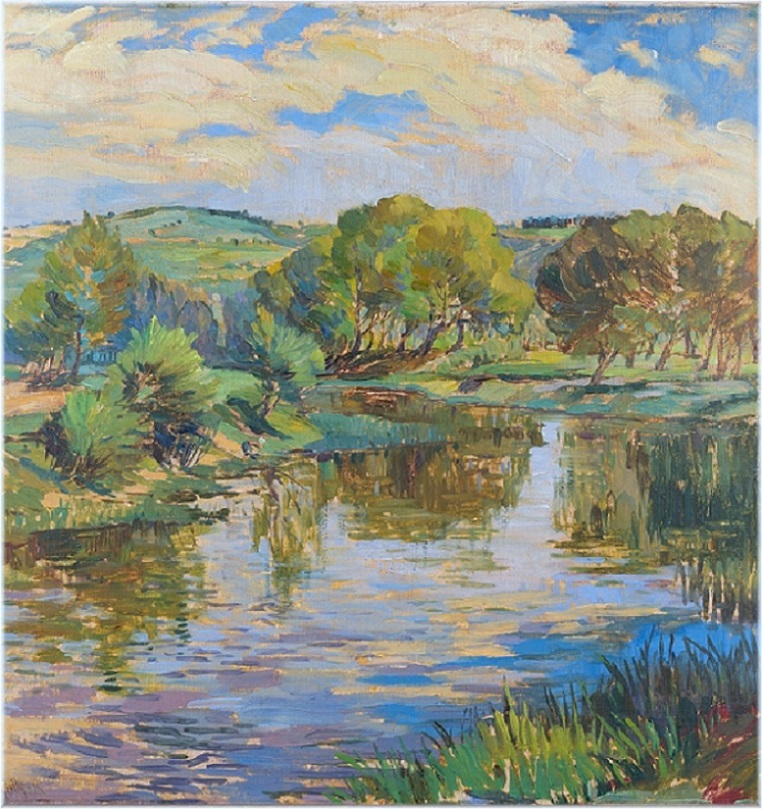
Karel Nejedlý Rybnik s rákosím
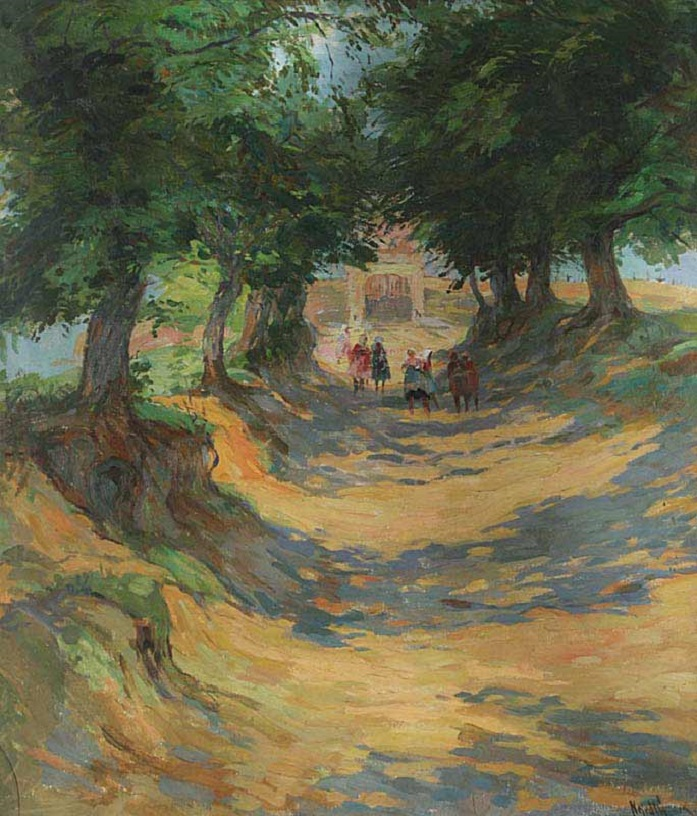
Karel Nejedlý Cesta
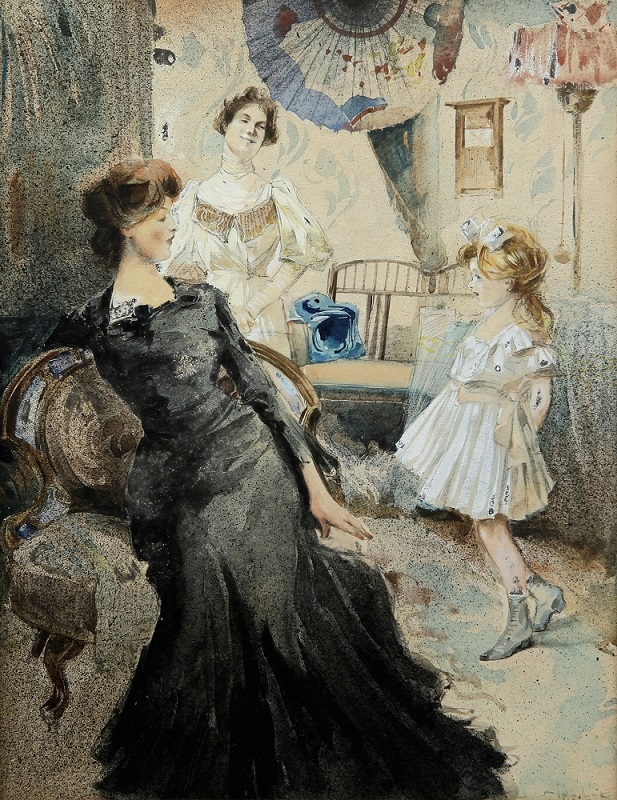
Karel Nejedlý Malá parádnice
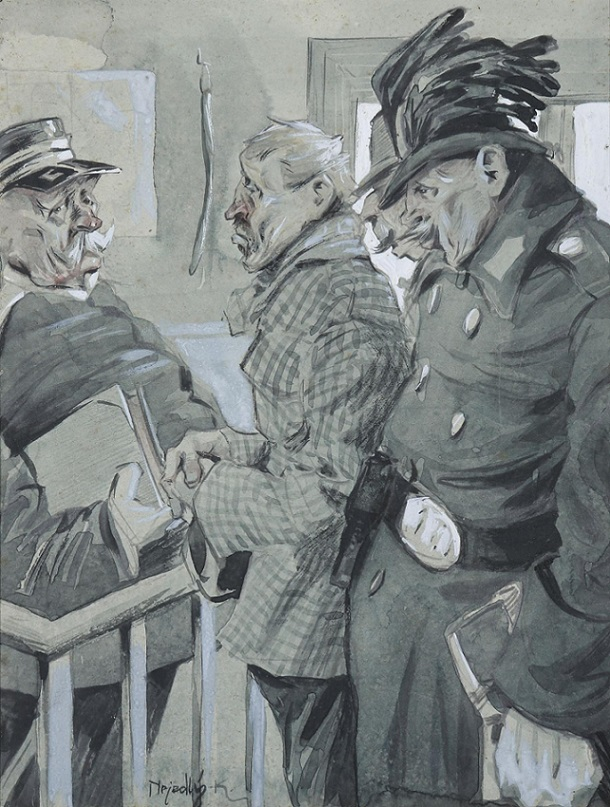
Karel Nejedlý Předvedený
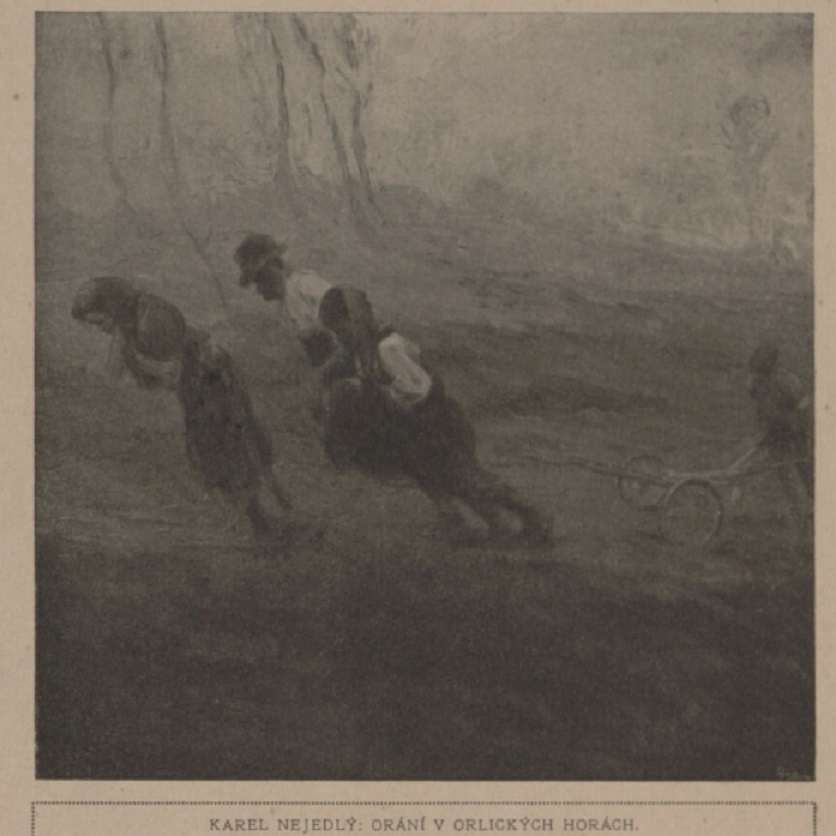
Karel Nejedlý Orání v Orlických horách